# Szent József Katolikus Általános Iskola Katholische Grundschule és Szent Rita Katolikus Óvoda
A Szent József Katolikus Általános Iskola Katholische Grundschule és Szent Rita Katolikus Óvoda Szekszárd belvárosában a Garay tér egyik meghatározó épülete (Garay tér 9).

## Az iskola története
A város vezetői 1875-ben határozták el, hogy állami segítséggel polgári fiúiskolát hoznak létre. Az terveket Stann Jakab készítette. Az építkezést Wittinger Sándor tolnai építész 1878-ban fejezte be.
Az intézmény első igazgatója Krammer János volt. 1891–1910 között ebben az épületben működött a polgári leányiskola is, majd áttelepült az eddigre elkészült Széchenyi utcai épületébe, ami jelenleg a Szent László középiskolának ad otthont.
1958-tól vegyes fiú-leány általános iskolaként működött; majd ének-zenei általános iskola lett.
A rendszerváltás után felmerült az igény a katolikus szellemű oktatásra. Több átmeneti megoldás után végül 1997-ben az autóbusz-pályaudvar közelében lévő egykori Úttörőházban kapott helyet az iskola. De (mint erre egyesek korábban is felhívták a figyelmet) az az épület sem volt igazán alkalmas egy általános iskola működésére.
2004. augusztus 1-jén a város önkormányzata összevonta a Garay János Ének-Zenei Általános Iskolát a 2. Számú Általános Iskola és Diákotthonnal; az új intézmény székhelye ez utóbbi lett (Zrínyi u. 78.)
Ez után a Garay téri épületet a katolikus egyház kapta meg, hogy általános iskolaként és óvodaként hasznosítsa.

## A Garay téri épület
A kora eklektikus stílusú épület főbejáratát faragott oroszlánfejek díszítik.

## Híres diákjai
Polgáristaként itt ismerkedett a tudományokkal a 19. században:
- Hegedűs (Heckmann) Gyula színész,
- Dicenty Dezső (1879–1965) szőlész és agrogeológus
- Leopold Lajos és
- Dienes Valéria;

általános iskolásként a 20. században:
- Baka István költő,
- Szakály Ferenc történész és
- Levente Péter színész.

## Külső hivatkozások
- A szekszárdi zeneiskola története
- Szent József Iskolaközpont Archiválva 2010. április 19-i dátummal a Wayback Machine-ben